# Filippo Iannone
Filippo Iannone, OCarm. (13. prosince 1957 Neapol) je italský arcibiskup, člen řádu karmelitánů a prefekt Dikasteria pro legislativní texty.

## Život
Narodil se 13. prosince 1957 v Neapoli. Dne 1. srpna 1976 vstoupil do řádu karmelitánů a slavné sliby složil 15. října 1980. Studoval na Papežské teologické fakultě a na Papežské lateránské univerzitě v Římě. V červnu 1982 byl vysvěcen na kněze pomocným biskupem Neapolským Antoniem Ambrosaniem. V letech 1996-2001 byl Pro-generálním vikářem Arcidiecéze Neapol a poté ho roku 2001 papež Jan Pavel II. jmenoval pomocným biskupem neapolským a titulárním biskupem Nebbi, biskupské svěcení přijal 26. května téhož roku z rukou kardinála Michela Giordaniho arcibiskupa Neapole. Tuto funkci vykonával do června 2009 kdy byl jmenován biskupem diecéze Sora-Aquino-Pontecorvo. V letech 2012 – 2017 byl viceregentem diecéze Řím, osobním arcibiskupem byl jmenován 31. ledna 2012. V roce 2018 ho papež František jmenoval předsedou Papežské rady pro legislativní texty. Dne 5. června 2022 byla Papežská rada pro legislativní texty přeměněna na dikasterium.